# Île Môrô
L’île Môrô est un îlot de Nouvelle-Calédonie appartenant administrativement à la commune de l'Île des Pins.

## Faune et flore
Elle abrite une espèce endémique  de gecko Rhacodactylus trachycephalus. 